# Moldaeroservice
Întreprinderea de Stat „Moldaeroservice” (Î.S. „Moldaeroservice”) este întreprindere de stat din Republica Moldova, care furnizează servicii de operator aeroportuar și de transport aerian cu propriile  aeronavele și helicopterele ce execută zboruri în spațiul aerian al Republicii Moldova și peste hotarele.
Serviciile furnizate de Î.S. „Moldaeroservice” includ servicii de trafic aerian, operator al două aeroporturi la Bălți, compania aeriană.
Pe parcursul a peste 45 ani de la fondare, Moldaeroservice a devenit unul dintre cei mai experimentați furnizori de servicii aeriene cu elicoptere de tip Mil Mi-2 – 2 și avioane Antonov An-2, nu numai pe teritoriul Republicii Moldova, dar și după hotarele ei (Egipt, Algeria, Irac, România, Bulgaria, Turcia, Singapore, Coreea de Sud).
Entitatea fondatoare a Î.S. „Moldaeroservice” este Agenția Proprietății Publice (APP), care își realizează drepturile de gestionar prin intermediul Consiliului de Administrație și Administratorului întreprinderii.

## Istoric
În 1958 a fost formată escadrila civilă Bălți (rusă Бельцкая АЭ - Авиационная Эскадрилья) pe lângă Grupului special de aviație al Flotei aeriene civile moldovenești (rusă Молдавская ОАГ ГВФ - Особая Авиационная Группа Гражданского Воздушного Флота).
Din 27 iulie 1964 escadrila civilă Bălți se subordonează Grupului special de aviație al Aviației civile (rusă Молдавская ОАГ ГА - Особая Авиационная Группа Гражданской Авиации).
Între iulie 1965 și 1966 escadrila civilă combinată Bălți (rusă Бельцкая ОАЭ - Объединённая Авиаэскадрилья) se subordonează Unității de aviație combinate Chișinău (rusă Кишинёвский ОАО - Объединённый Авиационный Отряд).
Din 1966 până septembrie 1969 Unitatea de zbor nr. 281 (rusă 281-й ЛО (Бельцы) - Лётный Отряд) se subordonează Direcției de aviație civilă Republicii sovietice socialiste moldovenești (rusă Молдавское УГА - Управление Гражданской Авиации).
Între septembrie 1969 și februarie 1978 Unitatea de aviație combinată Bălți (rusă Бельцкий ОАО - Объединённый Авиационный Отряд) se subordonează Direcției de aviație civilă Republicii sovietice socialiste moldovenești.
Din februarie 1978 până 1 ianuarie 1983 Unitatea de aviație combinată Bălți se subordonează Unității republicane de producție a aviației civile moldovenești (rusă Молдавское РПО ГА - Республиканское Объединение Гражданской Авиации).
Din 1 ianuarie 1983 Unitatea de aviație combinată Bălți se subordonează Direcției de aviație civilă Republicii sovietice socialiste moldovenești.

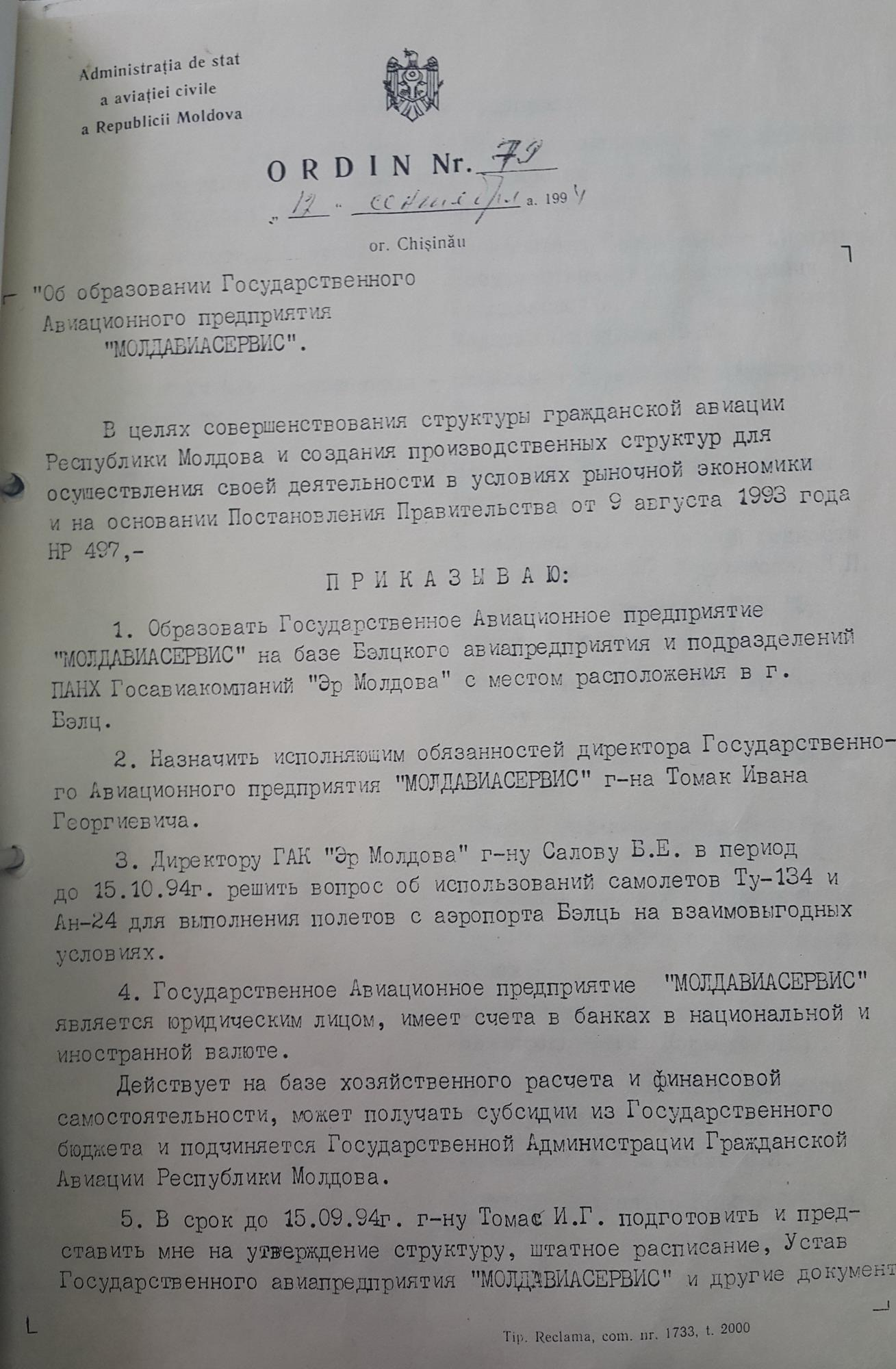
Ordin nr. 79 din 17 septembrie 1994 referitor la crearea Întreprinderii de Stat Moldaeroservice pe baza Întreprinderii de Aviație din Bălți și Air Moldova

Întreprinderea de Stat „Moldaeroservice”, a fost fondată în anul 1966 ca Unitatea de aviație civilă nr. 281 (rusă Бельцкий авиаотряд №281) a Unității de aviație combinate Bălți (rusă Бельцкий ОАО) conform ordinului Ministrului aviației civile al  URSS, în baza escadrilei de aviația civilă de avioane Iakovelev Iak-12 și Antonov An-2. Împreună cu serviciile aeroportului Bălți-Oraș regimentului de aviație civilă nr. 281 a format Regimentul de aviație combinat Bălți.
Comandatul Unității de aviație civilă nr.281 a fost numit Nicolae Zavadschii, șeful aeroportului – Petru Ovcinicov, șeful bazei deservire tehnică a escadrilei civile – Victor Șerstiuc și conducătorul Unității de aviație combinate Bălți – Vitalie Bezdenejnîh.
Printre comandanții Unității de aviație combinate Bălți au fost: Alexei Liciman, Evghenii Iliacov, Anatolii Bajucov, Alexei Alexeev, Vasilii Burma, Ivan Tomac, Vladimir Rîșcovoi, Valeriu Cenin.
Printre conducătorii bazei deservire tehnică a Aeroportului Bălți-Oraș au fost: Grigore Rotari, Boris Cabac, Victor Gherța.
Serviciul de navigabilitate a fost condus de Dmitrie Covalciuc, iar serviciul de pasageri efectuat de Maria Rîbacova, Alexandr Ojegov, Leonid Soloviov.
Serviciul aeroport și deservire la sol a fost condus de Petru Lobanov, Rașid Biriucov, Dmitrie Gubarev, Vasile Barabaș.
Pe întreg parcurs de dezvoltare, întreprinderea a suportat multe etape de restructurare și avansare. În 1989 a fost dată în exploatare pista betonată de decolare în aeroportul nou construit  Bălți-Leadoveni (gestionat de asemenea de Moldaeroservice) datorită căruia beneficiarii regiunii de nord a Republicii Moldova au căpătat posibilitate de călătorii aeriene în 14 orașe din fosta URSS cu avioanele de tip Antonov An-24, Tupolev Tu-134, Let L-410 Turbolet, până în anul 1993.
Odată cu destrămarea URSS serviciu de control și supraveghere a spațiului aerian a devenit aparte, fiind delegat filialei Bălți a întreprinderii de stat „MOLDATSA”.
Unitatea de aviație combinat Bălți, devenită Întreprinderea de aviație Bălți, a fost reorganizată și redenumită în anul 1994 în „Moldaeroservice”. Astfel, întreprinderea devine sine-stătătoare ca Î.S.„Moldaeroservice” cu propriul bilanț, având în administrare: Aeroportul Internațional Bălți-Leadoveni (145 ha), Aeroportul Bălți-Oraș (136 ha), personal profesional, construcții și încăperi necesare pentru procesul tehnologic și productiv, aeronave de tip Antonov An-2 și Mil Mi-2. 
În conformitate cu Autorizația de operator aerian № Md 001, emisă de Autoritatea Aeronautică Civilă a Republicii Moldova, întreprinderea efectuează următoarele operațiuni: Zboruri de Ambulanță aeriană, zboruri de observare,  zboruri pentru operațiuni de căutare – salvare,  zboruri de reclamă și agrement, zboruri în folosul sectorului agrar și silvic.
Conform certificatului MD.145.0025, Moldaeroservice est aprobată ca organizația de întreținere pentru Antonov An-2 (ASH-62IR);
Mil Mi-2 (GTD-350); C3; C5; C6; C7; C8; C9; C12; C13; C14; C18.